# Лалитпур (округ, Уттар-Прадеш)
Лалитпур (англ. Lalitpur) — округ в индийском штате Уттар-Прадеш. Административный центр — город Лалитпур. Площадь округа — 5039 км². По данным всеиндийской переписи 2001 года население округа составляло 977 734 человека. Уровень грамотности взрослого населения составлял 49,46 %, что ниже среднеиндийского уровня (59,5 %).